# Johannes Zukertort
Johannes Hermann Zukertort (Lublin, 7. studenoga 1842. – London, 20. lipnja 1888.), poljsko-njemački je šahist židovskog podrijetla. Bio je jedan od najboljih šahista druge polovice 19. stoljeća. Izrazito je bio slavan 1870-ih i 1880-ih. Osim što je bio poznat kao šahist, bio je i vojnik, glazbenik, jezikoslovac, novinar i politički djelatnik.
Izgubio je dvoboj za svjetskog prvaka 1886. protiv Wilhelma Steinitza. Taj se dvoboj smatra prvim dvobojem za svjetskog prvaka. Steinitz ga je pobijedio desetljeće i pol prije, 1872. godine, na neslužbenom prvenstvu. U to vrijeme su oba bila najbolji igrači na svijetu.